# Minor White
Minor (Martin) White (ur. 9 lipca 1908 w Minneapolis, zm. 24 czerwca 1976 w Massachusetts) – amerykański fotograf.

## Życiorys
Fotografią zainteresował się już w dzieciństwie, gdy otrzymał aparat od swojego dziadka. W latach 1927–1930 i 1932–1933 studiował botanikę i literaturę na University of Minnesota, uzyskując tytuł Bachelor of Science. Po studiach przeniósł się do Portland, gdzie pracował w hotelu. Działał w Oregon Camera Club, a w YMCA nauczał fotografii. 
W 1938 rozpoczął pracę fotografa w Works Progress Administration – rządowej agendzie utworzonej w ramach programu New Deal. Z tego wczesnego okresu jego twórczości pochodzą zdjęcia architektury o bezpośrednim, dokumentalnym charakterze. W 1941 r. wziął udział w wystawie Image of Freedom zorganizowanej przez Museum of Modern Art w Nowym Jorku. Rok później Portland Art Museum zorganizowało pierwszą indywidualną wystawę jego prac. 
W latach 1942–1945 White służył w U.S. Army Intelligence Corps. Po zwolnieniu z wojska przeniósł się do Nowego Jorku, gdzie w latach 1945–1946 studiował estetykę i historię sztuki na Columbia University pod kierunkiem Meyera Schapiro. Pod jego wpływem White zainteresował się psychologicznymi aspektami fotografii. Pracował jako fotograf w Museum of Modern Art, gdzie zaprzyjaźnił się z Beaumontem Newhallem i jego żoną Nancy. Oni wprowadzili go w krąg znanych fotografów, takich jak Henry Callahan, Paul Strand i Edward Weston. W 1946 r. poznał Alfreda Stieglitza, który wywarł istotny wpływ na jego twórczość.
W tym samym roku White przeniósł się do San Francisco, by wraz z Anselem Adamsem nauczać fotografii w California School of Fine Arts (obecnie San Francisco Art Institute). W 1952 r. wraz z m.in. Adamsem, Newhallami i Dorotheą Lange założył pismo „Aperture”. Po przeprowadzce do Rochester rozpoczął pracę jako wykładowca w Rochester Institute of Technology (1952–1964) i kurator wystaw w George Eastman House (1952–1956). Zorganizował między innymi trzy duże, tematyczne wystawy: Camera Consciousness (1954), The Pictorial Image (1955) i Lyrical and Accurate (1956). W latach 1965–1974 nauczał i wystawiał w Massachusetts Institute of Technology, najpierw jako profesor wizytujący, a od 1969 jako tenured professor. W 1970 r. otrzymał stypendium Fundacji Guggenheima. 
W 1976 r. zmarł na atak serca.
Minor White był ukrytym homoseksualistą. Z obawy przed skandalem ukrywał swoją orientację, autocenzurując swe prace (cykl aktów męskich). Część jego prac została wystawiona dopiero w 1989 roku.

## Twórczość i działalność
White wierzył w mistyczne właściwości fotografii i widział w niej środek do odkrywania samego siebie i do samodoskonalenia się. Odrzucał pogląd, że fotografia powinna naśladować malarstwo lub grafikę i propagował „czystą fotografię”. Przy pomocy wielkoformatowego aparatu fotografował przyrodę i zwykłe przedmioty, zaburzając ich naturalne wymiary czy poczucie przestrzeni. Na jego twórczość wpływ wywarły koncepcje Alfreda Stieglitza, ale również rozmaite koncepcje filozoficzno-religijne, w tym katolicyzm, astrologia, zen, tao, psychologia Junga czy idee Georgija Gurdżijewa. 
Znaczenie White’a nie ograniczało się tylko do jego twórczości, a szczególną rolę odegrał jako nauczyciel. Na swoich zajęciach wykorzystywał muzykę klasyczną, medytację, techniki teatralne i inne metody, który miały pomóc studentom na drodze do zrozumienia mistycznego i intelektualnego wymiaru fotografii. Podkreślał, że prawdziwe znaczenie fotografii sytuuje się między obrazem a widzem. Aby odczytać zdjęcie, oglądający musi dokonać wysiłku, który doprowadzi go do głębokiego doświadczenia obrazu (White określał to pojęciem „innocence of vision”). Jego działalność i twórczość wywarły wpływ m.in. na Petera Bunnella, Carla Chiarenzę, Williama Heicka czy Boba Hollingswortha.
Archiwum Minora White’a przechowywane jest w bibliotece Uniwersytet Princeton w New Jersey. Jego prace znajdują się m.in. w zbiorach San Francisco Museum of Modern Art, International Museum of Photography i The Art Museum na Princeton University.